# Beate Eriksen
Beate Marie Eriksen (ur. 19 października 1960) – norweska aktorka i reżyser. Najbardziej znana ze swojej roli w telenoweli Hotel Cæsar. Jest wnuczką olimpijskiego gimnastyka Mariusa Eriksena i córką Asa myśliwskiego II Wojny Światowej Mariusa Eriksena Jra. 31 grudnia 1999 roku wyszła za mąż za Toralva Maurstada, norweskiego aktora, który w dniu zaślubin miał 73 lata.

## Filmografia
| Rok       | Tytuł                       | Rola           |
| --------- | --------------------------- | -------------- |
| 1986      | Plastposen                  | Pielęgniarka   |
| 1990      | Destinasjon Nordsjøen       | Kari           |
| 1994      | Over stork og stein         |                |
| 1996      | Familiesagaen de syv søstre | Valborg Løken  |
| 1998–2000 | Hotel Cæsar                 | Ingrid Iversen |

| Rok  | Tytuł           |
| ---- | --------------- |
| 1998 | Hotel Cæsar     |
| 2001 | Olsenbanden Jr. |